# Trzęsienie ziemi na Jawie (maj 2006)

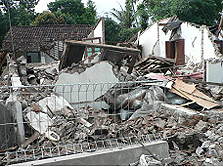
Zniszczenia po trzęsieniu ziemi

Trzęsienie ziemi na Jawie o magnitudzie 6,3 miało miejsce 27 maja 2006 o godzinie 5:54 czasu lokalnego oraz dwa wstrząsy wtórne o magnitudzie 4,8 i 4,6 po 4 i po 6 godzinach od wstrząsu głównego w pobliżu miasta Yogyakarta na Jawie. Według oficjalnych źródeł zginęły 5778 osób, ponad 44 000 zostało rannych, a 600 tysięcy osób straciło dach nad głową. Epicentrum znajdowało się w Oceanie Indyjskim około 25 km na południe od Yogyakarty i około 440 kilometrów na wschód od stolicy Indonezji, Dżakarty.
Trzęsienie ziemi było spowodowane ruchami tektonicznymi i nie było bezpośrednio związane z obecną aktywnością wulkanu Merapi.
Obszar zniszczeń rozciąga się na setki kilometrów kwadratowych rolniczej okolicy wokół zabytkowej Jogyakarty. Najbardziej ucierpiało miasto Bantul, gdzie zginęło co najmniej dwa tysiące ludzi oraz centrum tego regionu – Yogyakarta, gdzie tysiące budynków legło w gruzach.
Mieszkańcy nadmorskiej części Jawy ewakuowali się do wnętrza wyspy w obawie przed tsunami.
Indonezja leży w tzw. pierścieniu ognia, aktywnym sejsmicznie regionie w basenie Oceanu Spokojnego.